# Signes de piste
 Signes de piste  (en arabe : معالم في الطريق, Ma'alim fi al-Tariq) est un essai politico-religieux de l'écrivain islamiste égyptien Sayyid Qutb paru en 1964. Best-seller dans le monde arabe et considéré comme le bréviaire des islamistes, il expose de manière synthétique la doctrine de Qutb.

## Contexte
L'ouvrage est écrit en prison par Qutb, qui sera exécuté quelques années plus tard. Les circonstances de sa rédaction participent de l'aura de l'ouvrage et en font le testament d'un visionnaire martyre.

## Intertexte
Signes de piste reprend 4 des 12 chapitres du commentaire exégétique de Qutb, À l'ombre du Coran. 
Il reprend au théologien du XIIe siècle Ibn Taymiyya l'idée centrale que toute loi ne se prévalant pas de la chariah doit être combattue, et tout souverain, même musulman, s'appuyant sur une telle loi doit être combattu lui aussi.
L'influence du penseur islamiste pakistanais contemporain Sayyid Abul Ala Maududi est également nettement visible, avec la reprise de deux concepts au moins :
- al-'ubudiyya, ou adoration : c'est l'idée d'une manière d'attester de la divinité, non seulement par la prière mais aussi par l'obéissance.
- al-hakimiyya ou souveraineté exclusive de Dieu : c'est l'idée que tout pouvoir doit venir de Dieu. Cela exclut les pouvoirs laïcs mais plus largement toutes les règles et législations qui ne se rattachent pas à la chariah.

L'ouvrage apporte donc des nouveautés radicales dans son dualisme entre l'islam, le petit groupe de ceux qui obéissent à la souveraineté exclusive de Dieu, et la jâhilîya (la période d'« ignorance » pré islamique) qui inclut non seulement les peuples d'avant l'islam, mais aussi les peuples non musulmans, notamment occidentaux, et même les peuples musulmans qui ne vivent pas intégralement sous la chariah.

## Réception
Signes de piste reste un des best-seller de l'édition arabe durant un demi-siècle et gagne l'influence des classiques. Il est apprécié pour le nombre resserré de ses idées et sa vision synthétique presque mystique, ou critiqué pour les aspects monomaniaques et paranoïaques de ses développements, ou leur manque de logique.
En tout état de cause, de nombreux commentateurs en font un des textes fondateurs du djihadisme du XX-XXIe siècle. Henry Kissinger dans Word Order souligne ainsi que la manière de délégitimer toute autorité qui ne soit pas strictement d'ordre théologique aboutit à armer intellectuellement des groupes antiétatiques et entretient la défiance des peuples arabes envers leurs dirigeants.
Le guide suprême des Frères musulmans, Hassan al-Hudaybi (en), dont faisait partie Sayyid Qutb, mesure la dangerosité des thèses défendues dans l'ouvrage et écrit à partir de 1969 une œuvre en réponse, intitulée Prédicateurs, pas juges. Elle refuse d'assimiler le monde musulman contemporain à la jâhilîya et en particulier à déclarer le président égyptien Gamal Abdel Nasser sorti de l'islam; elle réfute de même la notion d'al-hakimiyya, en soulignant qu'il n'en est pas fait mention dans le Coran. Les Frères musulmans devront toujours se démarquer des Qutbistes proposant une vision radicale de leur idée d'un État islamique.
À l'inverse, les notions d'hakimiyya, de djihad et de Jâhilîya de Qutb inspirent l'opposition au shah d'Iran en tant que monarque sorti de l'islam, puis la révolution islamique iranienne : Navvab Safavi, mort lui aussi en prison pour ses théories tendances conspiratives, est le chaînon intermédiaire entre Sayyid Qutb et le concept de velayat-e faqih de Khomeini. Signes de piste est d'ailleurs traduit par l'actuel guide de la Révolution, Ali Khamenei avant la révolution de 1979.

## Résumé
Voici la progression du propos de Qutb, chapitre par chapitre:

### Introduction
L’âge d’or occidental,  période d’invention scientifique et de prospérité matérielle, prend fin par manque de perspective spirituelle. La période actuelle est marquée par la Jahiliyyah, l’ignorance des ordres divins : l’homme veut dominer seul et en cela crée un système d’oppression (communiste ou capitaliste-impérialiste) généralisé. C’est donc à l’islam comme régénérateur spirituel de prendre le relais, d’autant plus qu’il ne s’oppose pas à la prospérité matérielle. Sa renaissance doit prendre une forme concrète, et plus précisément la forme d’une nation. Or il faut à cette renaissance une avant-garde, dont le livre sera le manuel.

### 1. La génération unique du Coran
Autour de Mohammed, une concentration inouie dans l’histoire d’hommes exceptionnels s’est levée. Ce qui fait leur caractère exceptionnel est leur rapport au Coran, alors leur seul livre, alors qu’après les Musulmans vont mêler des sources juives, persanes, romaines, chrétiennes. De fait, nous sommes depuis retournée à une période de Jahiliyyah. Il faut donc retourner au texte du Coran, et le prendre comme des instructions et non comme une œuvre culturelle ou intellectuelle.

### 2. La nature de la méthode du Coran
Pendant la période mecquoise, Mohammed n’impose pas l’islam par la force ou en s’alliant la noblesse, car il ne veut pas établir une oppression politique sous une nouvelle forme. Il ce commence pas un mouvement nationaliste ou réformiste, ou une révolution économique : non, il s’en tient à un message spirituel – il n’y a de dieu que dieu, c’est-à-dire que tous les aspects de la vie doivent être soumis à Dieu– et permet une élévation morale exceptionnelle. Ce qui est premier est donc le rapport spirituel (de soumission) à Dieu, et le corpus de préceptes moraux et législatifs ne vient qu’après, en conséquence logique de cette place centrale du spirituel dans la vie du musulman.
A noter que ce message spirituel qui fait l’essentiel du coran mecquois n’est pas un traité de théologie pure donné en un bloc, mais des recommandations distillées peu à peu à une communauté spirituelle d’humains – les Musulmans.
Le retour au fondement spirituel de l’Islam va à l’encontre de la tendance actuelle à chercher une modernisation des interprétations et de la jurisprudence (Fiqh) qui fait croire que rajouter quelques chapitres de jurisprudence est le meilleur moyen de faire renaître l’islam.

### 3. Les caractéristiques de la société islamique et la méthode correcte pour la former
La société islamique s’est formée autour d’un meneur, Mohammed,  et comme une société organisée de purs face à une société organisée de Jahiliyyah, c’est-à-dire une société organisant l’exploitation des hommes par d’autres groupes, avec ses propres valeurs qui ne sont pas divines (l’impérialisme britannique : appétit de gain ; le communisme : idée que l’homme est réduit à un ventre) et qu’elle est prête à défendre contre tout ce qui la menace.

### 4. Le jihad au nom de Dieu
Face à des orientalistes perfides accusant l’islam d’être une religion violente, des savants musulmans - Mohammed Abduh est visé -  ont cru bon de donner au mot jihad un sens restreint de guerre, et plus particulièrement de guerre défensive (du domaine de l’islam, réduit à la Péninsule arabique). Or le jihad est plutôt une guerre de libération de tout homme (sur tous les hommes et autorités qui veulent le soumettre, ou sur ses propres désirs) : en effet, l’homme ne peut se soumettre qu’à Dieu et non à des pouvoirs qui se fondent sur d’autres principes.

### 5. La ilaha illa Allah – le mode de vie de l’islam
"Il n’y a pas d’autres dieux que Dieu". Ce mode de vie s’oppose à toutes les sociétés jahili, cad à toutes les sociétés actuelles : 1) aux communistes, qui vivent comme des animaux (manger, dormir, copuler) 2) aux cultures polythéistes comme l’Inde mais aussi 3) aux Juifs et aux chrétiens qui ont mélangé le divin avec du non-divin et établit des lois qui ne sont pas la loi de Dieu (la chariah) 4) aux sociétés musulmanes mêmes, car aujourd'hui elles ne vivent pas soumises à Dieu.

### 6. La loi universelle
L’homme, dans l’islam, peut trouver sa place juste dans la création et obéir à la loi universelle, qui ordonnance tout le créé.

### 7. L’islam est la réelle civilisation
La civilisation est un concept occidental. Mais en fait, tous les groupements humains sont arriérés , seul l’Islam est civilisé, car ses valeurs sont vraiment humaines puisque personne n’y est l’esclave d’un autre homme (mais de Dieu lui-même). Il trouve un développement humain dans la famille : les femmes s’en occupent, plutôt que des tâches jahili comme de séduire et de flirter, ou de travailler dans une entreprise. L’homosexualité ou l’adultère des pays occidentaux est un signe d’animalisation, donc d’arriération par rapport à un idéal de civilisation humaine.
La société islamique n’est pas soumises aux lois de l’histoire : son origine et sa formation ne peuvent s’expliquer en termes marxistes (degré d’industrialisation) mais par et pour la volonté de Dieu seul. Elle a un développement de croissance organique, où l’individu et le tout de la communauté croissent ensemble, à tout moment de l’histoire : Par exemple, quand les Musulmans ont pénétré en Afrique noire, ils ont apporté la civilisation en vêtant les Africains nus et en leur faisant découvrir la joie du travail et la recherche des ressources.

### 8. Le concept et la culture islamiques
Adoration, croyance et souveraineté, trois attitudes face aux lois qui doivent être tournées vers Dieu. La Charia doit être entendue dans un sens très extensif comme lois naturelles et surnaturelles, mais aussi lois politiques, sociales, économiques et encore lois morales, us et coutumes.
Dans l’art, l’artiste ne fait que figurer les lois de la nature régies par Dieu.
Dans la culture, dire que la culture est l’héritage commun de l’humanité est possible mais dangereux : souvent les Juifs manipulent cette notion de culture pour mener à bien leurs projets diaboliques (tenir l’humanité par l’usure, notamment).
Dans les sciences abstraites – « chimie, physique, biologie, astronomie médecine, industrie, agriculture, administration (limitée à ses aspects techniques), technologie, sciences militaires » - il est permis à un musulman d’apprendre d’un non-musulman car ces sciences ne sont pas liées à la charia. Dans les cas limites (science de l’origine de la vie, question de l’évolution et du darwinisme), il faut se fier seulement à un musulman pieux.
De manière générale, la science occidentale, basée sur la méthode expérimentale, vient d’Andalous, et prouve la vigueur de l’Islam qui a hélas ensuite connu une période d’éclipse. Transplantée en occident, elle s’est détachée de l’Église et de Dieu, et a même désormais des intentions athées, et vise en particulier à détruire l’islam.

### 9. La nationalité d’un musulman et sa croyance
La seule nationalité du musulman, sa seule patrie, c’est le dar-al-Islam, où l’islam est dominant et où la chariah est mise en place. Les liens de sang, même de famille, et de race, s’ils conduisent à  la jahiliyyah, ne doivent plus primer pour un musulman.

### 10. Changements à long terme
Il faut convertir les gens à l’islam. Pour cela, il faut montrer la radicalité de l’islam, et ne pas essayer de ménager un équilibre entre jahiliyyah et islam, car cela est impossible. 
Il est inutile de défendre l’islam en essayant de le faire rentrer dans les cadres de la jahiliyyah : ces défenseurs de l’islam salissent l’islam. Il faut au contraire montrer combien la jahiliyyah est indigne. Voici les exemples pris durant mon séjour aux États-Unis : la Trinité, le Péché originel, le Sacrifice et la Rédemption, le capitalisme, l’usure, la liberté individuelle, la débauche, l’animalité. Il faut montrer la voix droite de l’islam et les gens, honteux, y viendront.

### 11. La foi triomphante
Quand bien même l’ennemi est tout puissant et opulent, le musulman ne doit pas douter, 

### 12. C’est la voie
Car Dieu est avec lui, et le triomphe de la foi adviendra.